# مسجد نگارا
مسجد نِگارا، یا مسجد ملی مالزی،  از مساجد شهر کوالالامپور پایتخت مالزی است.
این مسجد گنجایش ۵۰۰۰ نیایشگر را دارد و در میان ۱۳ هکتار باغ واقع شده‌است.
این مسجد در ۱۹۶۵ تأسیس شد اما اخیراً بازسازی‌هایی در آن صورت گرفت و کاشی‌های مرمر و حوضچه‌های زیبا و منارهٔ جدید ۷۳ متری به شکوه آن افزوده‌است.
سقف این مسجد به صورت ستاره‌ای ۱۸ پر به نشانهٔ ۱۳ ایالت مالزی و پنج اصل دین اسلام طراحی شده‌است. در نزدیکی این مسجد آرامگاه بزرگان مالزی به نام مقام پهلوان قرار دارد.